# Ollie le Roux
André-Henri le Roux, detto Ollie (Fort Beaufort, 10 maggio 1973), è un ex rugbista a 15 e allenatore di rugby a 15 sudafricano, in carriera pilone e dal 2010 tecnico degli avanti dei Griqualand West Griquas in Currie Cup.

## Biografia
Esordiente in Nazionale ancora all'epoca del dilettantismo, disputò il suo primo incontro per gli Springbok nel 1994 a Pretoria contro l'Inghilterra, divenendo il più giovane pilone internazionale sudafricano, anche se poi per registrare la sua seconda presenza dovette attendere il 1998, a Bloemfontein contro l'Irlanda.
Prese parte alla Coppa del Mondo di rugby 1999 nel Regno Unito, in cui il Sudafrica si classificò terzo.
Professionista dal 1996 negli Sharks, ivi rimase fino al 2003, poi, dopo una stagione ai Lions, si trasferì nella neoistituita formazione dei Central Cheetahs.
Nel 2007 fu ingaggiato in Irlanda dal Leinster, cui diede un importante contributo nella vittoria della Celtic League, e l'anno dopo vinse anche la Heineken Cup.
Terminata la carriera agonistica, è divenuto allenatore; dal 2010 è tecnico del pacchetto di mischia dei Griqualand West Griquas in Currie Cup.
Le Roux vanta anche diversi inviti nei Barbarians, il primo nel 2003, il più recente nel 2008.

## Palmarès
- Celtic League: 1
Leinster: 2007-08
- Heineken Cup: 1
Leinster: 2008-09